# Tremellomycetes
Classe
Les Tremellomycètes constituent une classe de champignons Basidiomycètes. Il comprend 3 ordres, 11 familles, 50 genres et 377 espèces.

## Liste des ordres
- Cystofilobasidiales
- Filobasidiales
- Tremellales